# بهية بنت بسر
بهية وقيل بهيمة بنت بسر المازني، وتعرف بالصماء، صحابية لها رواية عن الرسول محمد وروى عنها أخوها عبدالله بن بسر.